# Dsjanis Masur
Dsjanis Aljaksandrawitsch Masur (belarussisch Дзяніс Аляксандравіч Мазур, englische Transkription Dzianis Mazur; * 19. April 2000 in Ostromechevo) ist ein belarussischer Radrennfahrer.

## Sportlicher Werdegang
Als Junior wurde Masur im Jahr 2018 belarussischer Meister im Einzelzeitfahren, bei den UEC-Bahn-Europameisterschaften der Junioren/U23 2018 gewann er Silber im Ausscheidungsfahren und Bronze im Punktefahren. 2020 errang er erstmals den Meistertitel im Einzelzeitfahren in der U23. 
Zur Saison 2021 wurde Masur Mitglied im neu gegründeten UCI Continental Team BelAZ. Mit dem erneuten U23-Meisteritel erzielte er einen der beiden Erfolge für das neue Team bei einem UCI-Rennen. Bei den UEC-Bahn-Europameisterschaften 2021 verpasste er als Vierter im Scratch nur knapp eine Medaille.
Zur Saison 2022 wechselte Masur zum belarussischen Minsk Cycling Club, dem er bereits 2019 für drei Monate angehörte.
Nachdem seinem Team aufgrund des Russisch-Ukrainischen Krieges am 1. März 2022 durch die UCI die Lizenz als Continental Team entzogen wurde, trat er international nicht mehr in Erscheinung.

## Erfolge

### Straße
2018
- Belarussischer Meister – Einzelzeitfahren (Junioren)

2020
- Belarussischer Meister – Einzelzeitfahren (U23)

2021
- Belarussischer Meister – Einzelzeitfahren (U23)

2025
- Belarussischer Meister – Einzelzeitfahren

### Bahn
2018
- Junioren-Europameisterschaften – Ausscheidungsfahren
- Junioren-Europameisterschaften – Punktefahren